# Świeża krew, vol. 1
Świeża krew, vol. 1 – album muzyczny wydany przez wytwórnię Olifant Records zawierający utwory różnych (album kompilacyjny), polskich wykonawców muzycznych związanych z tym wydawcą. Muzyka zawarta w albumie należy do nurtu punk rock, w szczególności do stylu street punk / oi! i hardcore punk. Premiera albumu miała miejsce w 2006 r. W ramach albumu dwadzieścia dziewięć utworów muzycznych nagranych przez dziewięciu wykonawców zamieszczono na jednej płycie kompaktowej.

## Historia, album i muzyka
Album muzyczny „Świeża krew, vol. 1” został wydany w Polsce, w 2006 r., przez wytwórnię Olifant Records. Jest albumem kompilacyjnym. W ramach katalogu tego wydawcy otrzymał on identyfikator Olifant Records 019. Dystrybucję prowadziła między innymi firma xDisc. W albumie zamieszczono dwadzieścia dziewięć utworów muzycznych wykonywanych przez dziewięciu wykonawców. Czas trwania nagrań wynosi 1 godzinę, 14 minut i 41 sekund (1 godzina i 14 minut). Są to zespoły muzyczne związane z tą wytwórnią. Pośród nich trzy wydały ówcześnie swoje albumy, natomiast pozostałe w czasie kiedy publikacja ukazała się, czyniły ku temu starania. Zastosowanym nośnikiem danych dla ścieżki dźwiękowej jest jedna płyta kompaktowa. Na krążku zamieszczono Matrix / Runout o treści: „ALT 1279 Olifant Records - ŚWIEŻA KREW”. Jest to edycja limitowana i numerowana z ograniczeniem 1000 kopii. Producentem była firma Alternati Projekt. W ramach jej katalogu album ma przypisany identyfikator ALT 1279. Design i okładka są autorstwa Radosława "Bandziora" Augustynów, muzyka znanego między innymi z All Bandits, który w swojej karierze wykonał co najmniej kilkanaście takich projektów.
Muzyka zawarta w albumie zaliczana jest do gatunku muzycznego jakim jest rock, a w szczególności do punk rocka i w jego ramach do nurtu street punk / oi! i hardcore punk.
W 2014 r. ten sam wydawca opublikował kolejny album z tej serii, pod tytułem „Świeża krew, vol. 2” / „Świeża Krew Volume 2” (Olifant Records – 078), zamieszczony tym razem na dwóch płytach kompaktowych. Można także wspomnieć, że wcześniej, bo w 1995 r., ukazał się album kompilacyjny innego wydawcy, pod tytułem „Świeża Krew”. Choć zamieszczono tam również muzykę z gatunku punk rock (i hard rock), wydaje się, że późniejsze wydawnictwa nie mają związku z tą publikacją.

## Wykonawcy
W albumie zamieszczono utwory dziewięciu następujących wykonawców: Awaria, The Freaks, Game Over, I.V.C., The Pizdziores, The Sandals, The Trinkers, W.K.G., Zabij To. Co nieco rzadziej spotykane w albumach kompilacyjnych utwory każdego z zespołów muzycznych nie są ze sobą przemięszane lecz są zgrupowane w blokach jeden po drugim.
| lp. | Wykonawca      | Liczba utworów |
| --- | -------------- | -------------- |
| 1   | Awaria         | 4              |
| 2   | The Freaks     | 4              |
| 3   | Game Over      | 4              |
| 4   | I.V.C.         | 2              |
| 5   | The Pizdziores | 4              |
| 6   | The Sandals    | 4              |
| 7   | The Trinkers   | 4              |
| 8   | W.K.G.         | 2              |
| 9   | Zabij To       | 1              |

## Utwory
| lp. | Wykonawca      | tytuł                  | czas (minut:sekund) |
| --- | -------------- | ---------------------- | ------------------- |
| 1   | Game Over      | Nasze czasy            | 2:50                |
| 2   | Game Over      | Ulica                  | 1:50                |
| 3   | Game Over      | Huta                   | 3:02                |
| 4   | Game Over      | Mecz                   | 2:02                |
| 5   | Awaria         | Bistro Boys            | 2:30                |
| 6   | Awaria         | Nie na chuja!          | 1:42                |
| 7   | Awaria         | Lucek                  | 2:25                |
| 8   | Awaria         | Chrobry                | 2:26                |
| 9   | The Pizdziores | Pokolenie              | 3:01                |
| 10  | The Pizdziores | Wczoraj byliśmy pijani | 2:23                |
| 11  | The Pizdziores | Wznosimy Do Góry Głowy | 2:48                |
| 12  | The Pizdziores | Skinhead               | 2:39                |
| 13  | The Sandals    | Muzyka przeciwko tobie | 2:06                |
| 14  | The Sandals    | Na Pohybel             | 2:42                |
| 15  | The Sandals    | Sobota                 | 3:05                |
| 16  | The Sandals    | The Sandals            | 2:48                |
| 17  | The Trinkers   | Alkoholik              | 2:26                |
| 18  | The Trinkers   | Trinkers rock          | 3:03                |
| 19  | The Trinkers   | Działalność ruskich    | 2:58                |
| 20  | The Trinkers   | Głupki z nas           | 2:39                |
| 21  | The Freaks     | Emigracja              | 2:00                |
| 22  | The Freaks     | Święci z Bostonu       | 3:12                |
| 23  | The Freaks     | Nuda i rozkminy        | 2:47                |
| 24  | The Freaks     | Smutne gwiazdy         | 2:23                |
| 25  | Zabij To       | Więc kiedy znów        | 2:19                |
| 26  | I.V.C.         | Rokenrol               | 2:41                |
| 27  | I.V.C.         | Ratiborka Hammer       | 2:22                |
| 28  | W.K.G.         | Krzyk ulicy            | 2:51                |
| 29  | W.K.G.         | Nowe czasy             | 2:41                |

## Odbiór i opinie
Zespoły muzyczne, których utwory zamieszczono w albumie, to na ówczesny czas zarówno kapele stosunkowo młode jak i grupy doświadczone działające wiele lat. Prezentowana muzyka to punk rock z dominującym nurtem street punk / oi! oraz hardcore punk. Ten fakt sprawia, że jest to pozycja szczególnie interesująca dla fanów ulicznego rocka, choć są również reprezentacji bardziej tradycyjnego punka, łącznie z brzmieniem polskiego punk rocka lat 80. XX wieku, co z kolei może przyciągnąć także publiczność nieco bardziej ortodoksyjną. Większość grup zaprezentowała się w albumie dobrze lub bardzo dobrze. Jeden z komentatorów za najlepsze w stawce wskazuje The Sandals i dalej Game Over, Awaria oraz The Trinkers. Pozostałe kapele w kontekście zamieszczonych w albumie utworów również są dobrze oceniane przez tego autora i jedynie Zajbij to oraz The Freaks, zostały negatywnie skomentowane w przytoczonej recenzji. W podsumowaniu widnieje jednoznaczna wypowiedź, że to fajna składanka, warta zapoznania się, szczególnie dla fanów street punka.
Album w serwisie internetowym Discogs otrzymał ocenę, według stanu na grudzień 2024 r. – (Avg Rating):  (5/5 przy 1 oceniającym).